# Thuiaria constans
Thuiaria constans är en nässeldjursart som först beskrevs av John Fraser 1948.  Thuiaria constans ingår i släktet Thuiaria och familjen Sertulariidae. Inga underarter finns listade i Catalogue of Life.